# Orliszki (gmina Mariampol)
Orliszki (lit. Arliškės) – kolonia na Litwie, w okręgu wileńskim, w rejonie wileńskim, w gminie Mariampol, przy drodze magistralnej A15.

## Historia
W dwudziestoleciu międzywojennym zaścianek leżący w Polsce, w województwie wileńskim, w powiecie wileńsko-trockim, w gminie Soleczniki. W 1931 miejscowość liczyła 35 mieszkańców, zamieszkałych w 3 budynkach. Orliszki i wieś Jedlina stanowiły wówczas kompleks miejscowości pod wspólną nazwą Jedlina lub Jedlina-Orliszki.
Po II wojnie światowej w granicach Związku Sowieckiego. Od 1991 na niepodległej Litwie.